# Östra Hargs församling
Östra Hargs församling var en församling i Linköpings stift inom Svenska kyrkan i Linköpings kommun i Östergötlands län. Församlingen uppgick 2009 i Åkerbo församling.
Församlingskyrka var Östra Hargs kyrka

## Administrativ historik
Församlingen har medeltida ursprung under namnet Hargs församling. Det nuvarande namnet började användas i slutet av 1700-talet.
Församlingen utgjorde till 1 maj 1928 ett eget pastorat med undantag av perioden från 1535 till 1582 då den var moderförsamling i pastoratet Harg och Rystad. Från 1 maj 1928 var församlingen annexförsamling i pastoratet Rystad och Östra Harg som 1962 utökades med Törnevalla, Östra Skrukeby, Lillkyrka och Gistads församlingar och 1978  med Vårdsbergs församling. Från 2006 var församlingen annexförsamling i Åkerbo pastorat. Församlingen uppgick 2009 i Åkerbo församling.
Församlingskod var 058023.

## Kyrkoherdar
Lista över kyrkoherdar i församlingen. Prästbostaden låg 2 kilometer från Östra Hargs kyrka.
| Ämbetstid | Namn                     | Levnadstid | Övrigt                                      |
| --------- | ------------------------ | ---------- | ------------------------------------------- |
| 1291      | Sigtrad                  |            |                                             |
| 1348      | Sveno Henrici            |            |                                             |
| 1405      | Sven                     |            |                                             |
| 1522      | Laurentius               |            | Curatus.                                    |
| 1526-1566 | Magnus Pauli             | -1566      | Kyrkoherde och prost.                       |
| 1568-1595 | Elavus Andreæ            | -1595      |                                             |
| 1597      | Nicolaus Petri Liurénius | Död 1622   | Senare kyrkoherde i Hovs församling.        |
| 1614-1639 | Brontho Rosenius         | -1639      |                                             |
| 1641–1678 | Johannes Laurentii Tyste | 1604–1678  |                                             |
| 1678-1693 | Andreas Johannis         | -1693      |                                             |
| 1695–1727 | Isaac Hargelius          | 1663–1727  | Kyrkoherde och prost.                       |
| 1728–1738 | Johannes Carlström       | 1688–1748  | Senare kyrkoherde i Lofta församling.       |
| 1738-1739 | Joachim Lithander        | 1693-1739  |                                             |
| 1740-1762 | Olof Rydbeck             | 1690-1762  |                                             |
| 1763-1800 | Lars Trozelius           | 1714-1800  | Kyrkoherde och prost.                       |
| 1801-1805 | Anders Olof Lunnerqvist  | 1748-1805  |                                             |
| 1806–1820 | Olof Boström             | 1770–1853  | Senare kyrkoherde i Furingstads församling. |
| 1820-1837 | Johan Fredric Scherman   | 1766-1837  | Kyrkoherde och prost.                       |
| 1837–1845 | Olof Leydner             | 1786–1866  | Senare kyrkoherde i Askeby församling.      |
| 1846-1854 | Olof Lunnerqvist         | 1793-1854  |                                             |
| 1855-1861 | Jakob Öster              | 1795-1884  | Senare kyrkoherde i Ljungs församling.      |
| 1861–1871 | Carl Jacob Mohlin        | 1805–1876  | Senare kyrkoherde i Vallerstads församling. |
| 1872      | Alfred Bernhard Moselius | 1825–1895  | Senare kyrkoherde i Skeppsås församling.    |
| 1877-1887 | Carl Gustaf Nilsson      | 1837-1906  |                                             |
| 1889-1911 | Nils Johan Nyander       | 1840-      |                                             |

## Klockare och organister[5]
| Ämbetstid | Namn                  | Levnadstid | Övrigt                            |
| --------- | --------------------- | ---------- | --------------------------------- |
| 1685–1709 | Jöns Karlsson         |            | Klockare                          |
| 1712–1727 | Carl Hindersson       | 1686–1743  | Klockare och organist (från 1713) |
| 1730–1752 | Nils Nilsson          | –1764      | Klockare och organist             |
| 1753–1784 | Anders Bergman        | 1723–      | Klockare och organist             |
| 1785–1853 | Olof Malmström        | 1762–1853  | Klockare och organist             |
| 1853–1885 | Per Magnus Törnell    | 1819–1885  | Klockare och organist             |
|           | Carl Gustaf Vastesson | 1854–1924  |                                   |
| –1943     | Vaste Vastesson       | 1887–      |                                   |
| 1944–1950 | Sigurd Malmquist      | 1916–      |                                   |